# The Long Duel
The Long Duel (bra: Os Turbantes Vermelhos; prt: Duelo sem Tréguas) é um filme britânico de 1967, realizado por Ken Annakin.
Estrelado por Yul Brynner, Trevor Howard, Charlotte Rampling e Harry Andrews, o filme é ambientado na Índia britânica dos anos 1920.

## Sinopse
Chefe tribal organiza ataques a propriedades inglesas depois que sua tribo foi aprisionada pelos britânicos.